# Клинское (городской округ Серебряные Пруды)
Клинское — село в городском округе Серебряные Пруды Московской области.

## География
Находится в южной части Московской области на расстоянии приблизительно 9 километров на юг по прямой от окружного центра посёлка Серебряные Пруды.

## История
Известно с 1629 года как пустошь. В 1676 году уже село Богословское с церковью. В 1774 году церковь была перестроена и стала Спасской. В 1879 году деревянную церковь заменили каменной. В 1816 году в селе было 32 двора, в 1877 — 35, в 1916 — 41, в 1974 — 18. В период коллективизации был организван колхоз им. Крупской, позднее работала агрофирма «Ямская». В период 2006—2015 годов входило в состав сельского поселения Мочильское Серебряно-Прудского района.

## Население
Постоянное население составляло 302 жителя (1816 год), 245 (1858), 242 (1877), 293 (1916), 31 (1974), 12 в 2002 году (русские 92 %), 6 в 2010.